# 瓦勒鎮區 (北達科他州大福克斯縣)
瓦勒鎮區（英語：Walle Township）是位於美國北達科他州大福克斯縣的一個鎮區。

## 地方資料
瓦勒鎮區的面積為100.78平方千米，當中陸地面積為100.27平方千米，而水域面積為0.51平方千米。根據2020年美國人口普查的數據，當地共有人口531人，而人口密度為每平方千米5.27人。